# NGC 243
NGC 243 (другие обозначения — MCG 5-2-43, ZWG 500.82, ZWG 501.1, PGC 2687) — галактика в созвездии Андромеда.
Этот объект входит в число перечисленных в оригинальной редакции «Нового общего каталога».
Первооткрывателем галактики был Эдуард Жан-Мари Стефан, который обнаружил её 18 октября 1881.
В центре галактики методами инфракрасной астрономии обнаружено активное галактическое ядро.
Галактика NGC 243 входит в состав группы галактик NGC 315. Помимо NGC 243 в группу также входят ещё 44 галактик.